# Austroniscus acutus
Austroniscus acutus är en kräftdjursart som beskrevs av Yakov Avadievich Birstein 1970. Austroniscus acutus ingår i släktet Austroniscus och familjen Nannoniscidae. Inga underarter finns listade i Catalogue of Life.